# Dermophis mexicanus
Dermophis mexicanus ou Tapalcua em espanhol é uma espécie de anfíbio gimnofiono da família Caeciliidae. Está presente em El Salvador, Guatemala, Honduras, México, Nicarágua e talvez em Belize. Esta espécie é terrestre vivendo maioritariamente em solos húmidos a secos sob material vegetal em decomposição ou outra cobertura dos solos semelhantes.